# 凱爾峰
72°34′S 166°17′E / 72.567°S 166.283°E
凱爾峰（Kyle Peak），是南極洲的山峰，位於維多利亞地的博克格雷溫克海岸，處於麥卡錫山東北面4公里，屬於勝利山脈中巴克山脈的一部分，海拔高度約2,850米，現時由南極條約體系管理。